# 環境問題

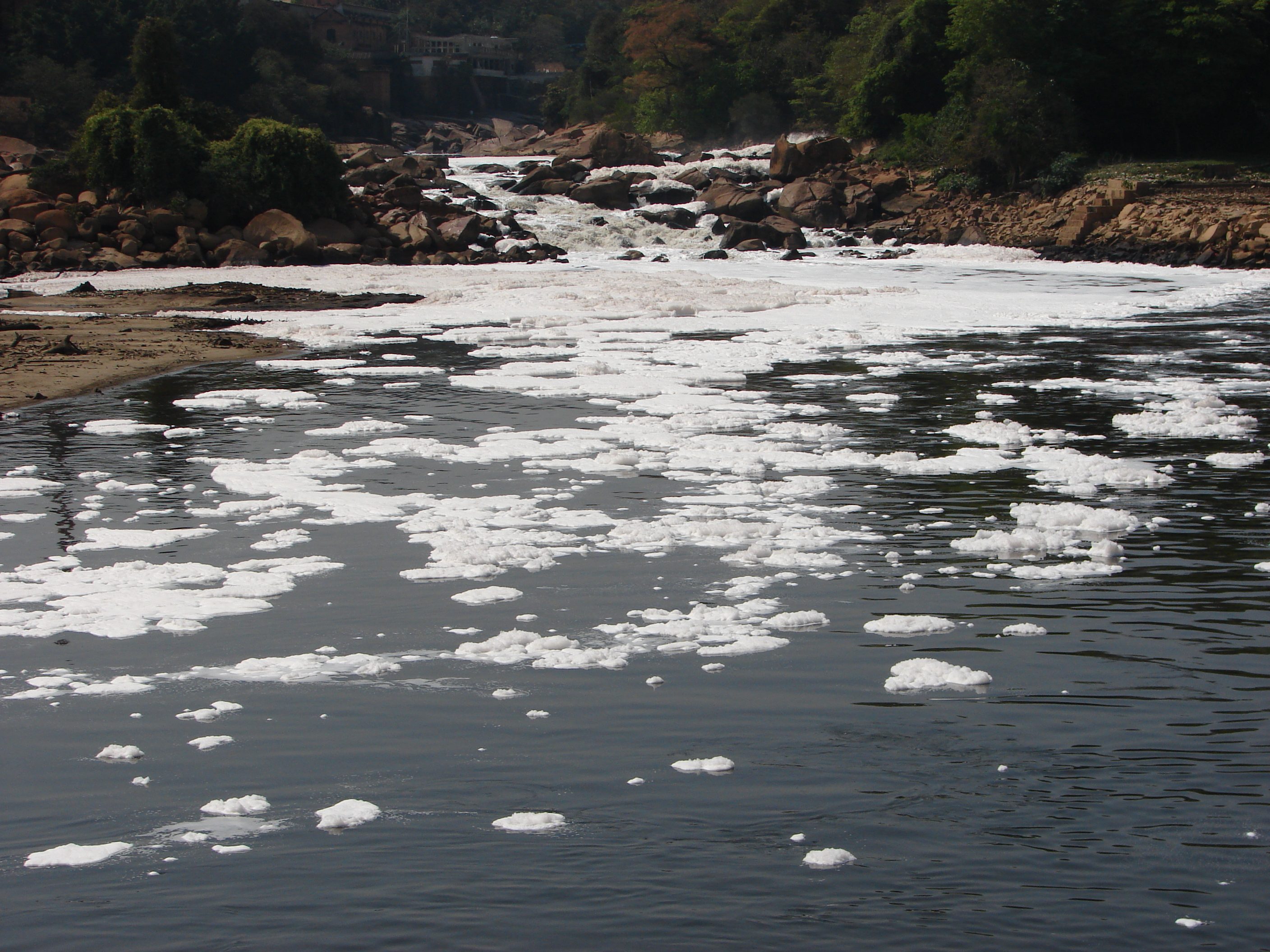
水質汚染により泡が浮かんだ河川

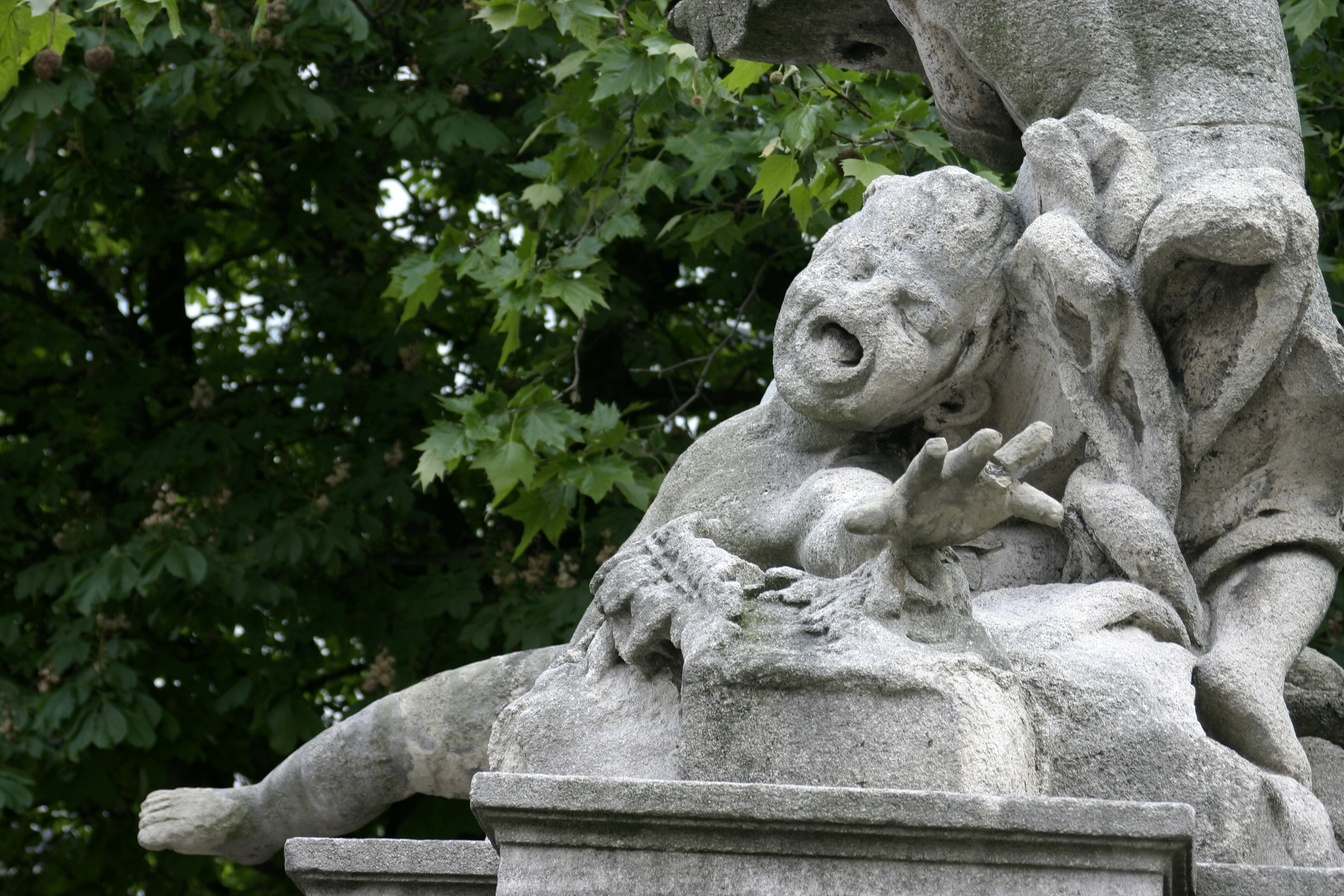
酸性雨により溶けた石像

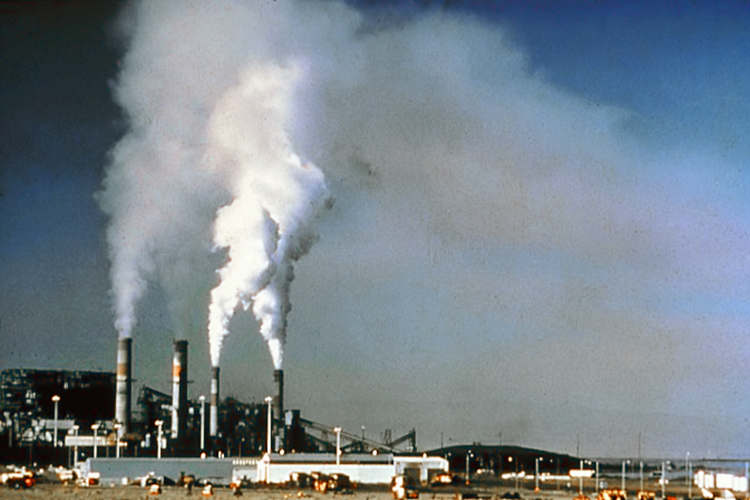
大気汚染の原因となる排煙

環境問題（かんきょうもんだい、英: Environmental threats, Environmental issues, Environmental problems）は、人類の活動に由来する周囲の環境の変化により発生した問題の総称であり、これは、地球のほかにも宇宙まで及んでいる問題である。

## 環境問題の基礎
環境問題では、負荷をかけていない他人への影響を含めて、当事者が全ての責任を取るという汚染者負担原則という考え方がある。ただ、汚染などの悪影響が小さければ問題はないが、悪影響が大きい場合や、環境に負荷をかけている当事者が判明していない場合は、当事者の負担が重過ぎて対策がままならないことがある。その場合、社会全体でも責任を負い、例えば税金を使って汚染による被害の補償を行うなど、当事者や影響を被っている者への支援を行う。
当事者の自発的な対策が行われない場合や、当事者が多数おり協力が難しい場合などもあるため、地域社会や行政などの社会全体が中心となって対策を行う必要がある。法学的には、人間の生存にかかわるような環境問題は生存権や人格権の侵害として当事者の責任が法的に規定されている。近年は、環境権についても認める動きが出始めているが、国により差がある。
環境問題対策の方法は、大きく2種類に分けられる。環境汚染の影響が健康に及ばないよう基準（環境基準など）を定め、これに基づいて計画を立てたり、汚染の監視や規制を行ったりする手法は、トップダウン型対策の代表的な方法である。組織が自発的に環境に関して方針や目標を定め、それに沿って活動し評価などを行っていくことを環境マネジメント（環境管理）といい、ボトムアップ型対策の代表的な方法である。
ただ、環境問題への対策は政治的組織（国、都道府県、市町村など）単位になってしまうため、対策の効力が及ばない他地域の汚染が自地域に及んでしまう、越境汚染（特に国家間の越境を言う）という問題もある。これについては民間の活動では追いつかず、政治的な働きかけ、国際的な議論や協議が必要となってくる。
環境問題の解決を目的として、あるいは思想などを背景にして、環境を保護することを環境保護といい、これを継続的に行っていくのが（市民活動としてみた場合）環境保護活動や（社会運動としてみた場合）環境保護運動である。環境保護のうち、特に自然を対象とするものを自然保護と呼ぶ。環境保護を推進したり啓発したりする団体を環境保護団体といい、自然を対象にするものを特に自然保護団体と呼ぶ（詳細はそれぞれの項目を参照）。
環境保護に類似する言葉として環境保全がある。ほぼ同義であるが、使い分けることもある。
環境分野の問題を統括する国際組織には、全世界を対象とする国際連合と国連環境計画（UNEP）をはじめとして、欧州連合（EU）やアジア太平洋経済協力会議（APEC）などの地域連合、専門分野を扱う組織として気候変動に関する政府間パネル（IPCC）などがある。
環境問題を対象とする学術分野が環境学である。環境化学、環境社会学、環境経済学、環境倫理学、環境政策学などを始め、環境とその影響、それを取り巻く問題などを扱う。
環境に関する思想にはエコロジーやガイア理論などがある。一部は一般的にも広く浸透しているが、独自の思想もみられる。こういった思想を踏まえて環境保護を推進していこうとするのが環境保護主義であり、環境保護団体のほとんどがこの主義を掲げている。

## 「環境問題」への取り組み

### 全般
環境問題への対策を考えるに当たって重要な考え方がある。持続可能性は、ある物や活動が、人間活動を維持し持続させていけるのかどうかという可能性について指す言葉である。持続可能な開発（持続可能な発展、持続可能な社会）は持続可能性を最大限尊重した開発を進めていくことである。持続可能性を保持しながら資源やエネルギーなどを利用していく社会を循環型社会といい、省資源、省エネルギー、ゼロ・エミッション、3Rなどさまざまな形がある。
環境問題は、産業活動も主原因であることに間違いはないが、個人などの民生活動がもう1つの主原因でもある。産業活動については、その組織的な特徴を生かして一律な対策をとり、罰則などを定めるのも容易である。しかし、個人については、多種多様な考え方や生活様式（ライフスタイル）があるため一律な対策をとるのが難しく、罰則を定めるのも容易ではないため、一人一人の考え方や行動に委ねられている部分が大きい。そのため、民間では環境保護活動の影響力が大きい。
営利を目的としない市民活動をNPOとして優遇する体制が整備されてきている。カーシェアリングやレジ袋の使用自粛など草の根レベルでの環境に対する取り組み（草の根民活）も盛んになってきている。
市民の環境意識の高まりを受けて、環境モニタリングなどの監視制度も生まれた。交通分野でのモビリティ・マネジメントのように、自発的な環境対策を推進しようとする動きもある。
非政府組織という形での市民活動のほか、国家的な取り組み（排出規制、環境基準、研究）や、企業による取り組み（環境技術の開発、ゼロ・エミッションの追求、リサイクルなど）といった様々な形で、環境対策や環境保護運動は推進されている。
環境保全・環境負荷低減全般に関する活動などについては、グリーン購入やそれを補助する環境ラベリング制度、3Rなどがあり、制度化されたり行政や民間による支援が行われたりしている。
制度化に関しては、この分野全般を対象とする環境法という分野があり、環境基準や環境税などの手法がある。環境コンサルタントや環境カウンセラーなどは、環境対策全般について扱う専門家であるが、制度化などには国によってばらつきがある。
企業や団体などに関しては、環境会計の運用や環境マネジメントシステムの導入を行うことが、総合的な対策につながる。環境問題への対策を好機と捉える企業・団体も多く、「環境先進国」を中心に環境ビジネスや環境市場といったものが生まれつつある。
草の根活動、善意による地道な活動、危機意識による活動などが拡大してきている一方、環境問題の解決のためには、貧困や人口問題への対策、利益主義や自己の繁栄のみを追求する考えなどの思想の転換といった、大規模な対策が必要であるという指摘もある。

### 食料システムの革新
国際連合は畜産や、食料システムが環境破壊への主な脅威となっており生産方法を改善する必要があるという報告をしている。食料システムは食料の生産、加工、流通、準備および消費に関連するすべての要素を含むシステムのことで、食料システムは全温室効果ガス排出量の21～最大37%を排出していると推定されている。この推定値には、農場内での農作物や家畜の活動からの9～14％の排出量と、森林破壊や泥炭地の劣化を含む土地利用や土地利用の変化からの5～14％の排出量と、5～10％はサプライチェーン活動によるものが含まれている。
食料システムからのGHG排出量を減らすために、食料ロスと廃棄物の削減やより持続可能な食事への移行といった食料システムにおける他の行動は、27億台の車を道路から撤去することに相当する12.5 GtのCO2を削減できると試算されている。全GHG排出量の8%を占める食料の損失と廃棄物を削減することは、年間4.5 GtのCO2削減、家畜の生産方法を改善し、家畜からのメタン排出を削減すれば年間最大1.44 GtのCO2を削減できるとされ、植物由来食品の割合を多くすることで年間最大8 GtのCO2を削減できる可能性があるとされる。植物由来食品に注目し、代替肉（プラントベースドミート）など代替食品を取り扱うフードテック企業も増加している。また、肉と同等のタンパク質とアミノ酸を含む昆虫食も環境に配慮した食品として注目されている。畜産についても、環境に配慮した畜産方法が模索され、2020年現在、天然の飼料素材のうち牛のルーメン(第一胃)菌叢に働きかけ、メタンを低減するものが世界各国で多数発見されている。これらは、メタンの早期対処法として評価されている。日本では、カシューナッツ殻液に含まれる希少 フェノール物質（アルキルフェノール）がメタン発生を20％低減することが発見されている。また、家畜の排せつ物から発生するメタンをバイオガスエネルギーに利用する試みも行われている。

### 騒音・振動・快適性問題
航空機の離着陸の際に出る大きな音は、空港や基地などの周辺では生活に支障が出るほどのレベルに達することがある。空港の用地取得問題との関連などから、空港で夜間の離着陸を制限するなどの対策は行われているが、基地周辺での騒音問題は沖縄などではいまだに深刻である。
地盤が弱い、交通量（特に大型車）が多い道路などの周辺では振動によって、生活に影響が出たりすることがある。廃棄物の不適切な処理などによって悪臭の問題が発生することもある。

### 開発問題・自然保護・生態系問題
自然保護については、世界自然保護基金（WWF)や国際自然保護連合（IUCN）を始め大小さまざまな自然保護団体、個人の活動家などが活動を行っている。
開発前に環境アセスメントを行う手法や、自然保護区の設定などが積極的に進む一方、政治的あるいは経済的な理由などにより十分な保護が行われていないところもある。ただ、国民生活に余裕がなく経済的な余裕がない貧困国もアフリカ地域など多くあり、それらの国からは環境保護以前に開発、国民生活の向上が必要との主張も根強い。
個人を中心として、ナショナルトラスト運動が展開されている地域もある。

### 地球温暖化・気候変動問題
1997年（平成9年）に日本の京都にて「気候変動枠組条約第3回締結国会議」が開催された。ここでは京都議定書により二酸化炭素、メタン、フロンガスといった温室効果ガスの総排出量を削減することが取り決められた。削減目標は国ごとに割り当てられ、先進国全体で2012年までに1990年の総排出量から5.2%削減することが求められている。これは2050年までに総排出量を半減させるという長期目標に比べて微々たる量であるが、排出削減で合意したこと自体に一定の意味がある。

### 問題点
産業に効率化・能率化が図られると、機械の導入などによってエネルギーの消費が増えるように、産業の発展・生活水準の向上・環境負荷の増加は切っても切り離せない関係にある。環境負荷を軽減しようとすれば、産業の発展や生活水準の向上が妨げられるとの考えは根強く、現在の環境問題対策の大きな足かせとなっている。
環境市場や環境ビジネスは拡大し続けており、環境保護をテーマにした商品や企業も増え続けている。自らの損失を省みない献身的な環境保護活動・環境対策が民間を中心に行われている一方、利益のための環境保護活動・環境対策も行われている。
環境問題全体の対策を考える上で、ある問題への対策が他の問題に悪影響を与えたり、それぞれの環境問題への対策が互いに相容れないものであることもある。例えば、温室効果ガスの排出量が少ないためヨーロッパではディーゼル自動車の利用が推進されていたが、大気汚染物質の排出量が多いため日本では規制対象となるなど、対応が分かれている。

## 環境に関する考え方

### エコロジー
原義は「生態学」であったが、意味が拡大して現在は「環境に優しい」「環境に配慮した」「環境負荷が少ない」という意味で用いる。略してエコと呼ぶことも多い。意味や定義が曖昧であるため、「健康にいい」「自然な」といったところにまで意味が拡大されることもある。

### 自然回帰・文明否定
発展や利便性追求の流れから、もともとの自然に回帰することで、環境問題を解決しようとする考え方がある。文明と環境問題が密接な関係を持つことから、文明を回避あるいは後退させることで解決しようとする考え方もある。過剰消費により環境問題を引き起こす資本主義を否定する反成長の運動もある。この流れは、ラッダイト運動や日本では環境負荷の低い精進料理・江戸時代の生活様式など伝統を見直そうという動きに窺うことが出来る。自然を理想とする考え方もアナキズムやルソーなど一部のロマン主義に見ることが出来、アスコーナではその種の共同体が試みられることもあった。

### ライフスタイルの革新
生活の中に自然を取り入れる、環境に配慮した生活を行うといった、ライフスタイルに踏み込んだ環境問題への取り組みもある。「エコライフ」や「LOHAS」などさまざまなものがある。環境負荷の低減に貢献しているものもあるが、単に自然を取り入れただけであって環境負荷低減の効果は無いものもあり、根強い批判がある。

## さまざまな環境問題

### 主な環境問題
- 公害
- 地球環境問題
- 自然環境問題、自然破壊
- 生態系問題、生物多様性の喪失、絶滅、大量発生
- 複合汚染

種類
ここに挙げているものは、人為的な要因によって発生する環境問題であり、人為的な要因がなくても発生することがある環境問題も含まれる。
- 水質汚染
  - 水質汚濁、海洋汚染、地下水汚染、底質汚染、富栄養化、貧酸素水塊、赤潮、青潮、アオコ、石油流出
- 大気汚染
  - スモッグ
    - 光化学スモッグ

  - 煙害
  - 風塵、粉塵
- 土壌汚染
  - 油汚染
- 土壌流出
- 騒音
  - 低周波音、トンネル微気圧波
- 電磁波公害
- 振動
- 悪臭
- ごみ問題
  - 不法投棄、ポイ捨て、漂流・漂着ごみ、海洋投入、スペースデブリ
- 放射性物質汚染
  - 放射性廃棄物
- 光害、日照阻害
- 地盤沈下
- 塩害、塩類集積
- 土地の不毛化（砂漠化）
- 地球温暖化、気候変動
  - 海面上昇、高潮、海岸侵食、氷河融解
  - 異常気象の増加・極端化
  - このほかの諸問題に関しては地球温暖化による影響を参照。
- 砂漠の拡大（砂漠化）
- ヒートアイランド
- 酸性雨
- 森林破壊、代償植生、磯焼け、はげ山
- 生態系の破壊
  - 生態系攪乱、生息地分断化、外来種、乱獲、密漁、密猟
  - サンゴ礁破壊、両生類の減少
- 獣害、虫害、鳥害、蝗害
- 新興感染症、再興感染症、生物災害
- 開発に伴う問題
  - 埋め立て、干拓
- 景観破壊
- 環境難民
- 観光公害

環境問題と関連の深いもの
- 毒物・薬品による汚染
  - 生物濃縮、化学物質、有害物質、残留性有機汚染物質、環境ホルモン
- 水の危機
- 食糧危機
- 食の安全
  - 食品添加物
- 化学肥料
- アレルギー、化学物質過敏症、電磁波過敏症、塵肺
- 都市問題
- 災害
- 低炭素社会
- 脱炭素社会（カーボンニュートラル）

## 各国・各地域の環境問題と取り組み

### アジア
日本では、戦後期に四大公害病が表面化に拡大したことに伴い環境問題に対する社会的関心が高まった。1967年の公害対策基本法、1993年の環境基本法、1997年の環境影響評価法により法的規制は少しずつながらも拡大している。1990年代（1997年）には京都会議が開催されて京都議定書が採択された。平成初期にダイオキシン問題が大きくクローズアップされ、規制が進んだ。
- 日本について詳細は日本の環境と環境政策を参照。
- 中華人民共和国については中国の環境問題を参照。

### ヨーロッパ
ヨーロッパでは、酸性雨の影響が広範囲に及んだことなどから対策が進んだ。水・大気汚染規制、ごみに関する規制などが比較的早期に始まり、ドイツ、スウェーデン、デンマークをはじめ多くの国では市民の環境に関する意識も高いとされている。EUという広域的な枠組みによる規制や政策も行われている。

### 北アメリカ
- アメリカ合衆国についてはアメリカの環境と環境政策を参照。

### 国際連合
国際連合では潘基文事務総長が直接主導するSE4ALL(Sustainable Energy for All)による「Global Energy Efficiency Accelerator Platform」の構築を目指す一環として、エネルギー効率改善都市の選定などを2014年の国連気象サミットで始めた。